# Goaxis
Goaxis is een geslacht van vlinders van de familie tandvlinders (Notodontidae).

## Soorten
- G. fertilis Dognin, 1911
- G. fuscofasciata Dognin, 1916
- G. manaca Schaus, 1939
- G. singularis Schaus, 1901